# 論点
| ウィキペディアには「論点」という見出しの百科事典記事はありません（タイトルに「論点」を含むページの一覧/「論点」で始まるページの一覧）。 代わりにウィクショナリーのページ「論点」が役に立つかもしれません。 |